# Unglücksfall
Unglücksfall ist ein Rechtsbegriff für Unglück, wobei dies strafrechtlich und verfassungsrechtlich unterschiedlich definiert wird.

## Strafrecht
Im Strafgesetzbuch macht sich eine Person der unterlassenen Hilfeleistung gemäß § 323c StGB schuldig, wenn sie in Unglücksfällen nicht Hilfe leistet, obwohl dies erforderlich und ihr den Umständen nach zuzumuten wäre.
Dabei ist ein Unglücksfall jedes plötzlich von außen eintretende Ereignis, das eine erhebliche Gefahr für ein Individualrechtsgut mit sich bringt oder zu bringen droht.
Nach § 243 Abs. 1 Nr. 6 StGB macht sich eine Person einen besonders schweren Fall von Diebstahl schuldig, wenn sie stiehlt, indem sie die Hilflosigkeit einer anderen Person, einen Unglücksfall oder eine gemeine Gefahr ausnutzt.
Ob auch Selbstmordversuche Unglücksfälle i. S. d. § 323c StGB darstellen, ist unklar, wobei nach der Rechtsprechung und Teilen der Literatur dies zu bejahen wäre.
Streitig ist, ob sich der ein erheblicher Schaden für andere Menschen oder fremde Sachen von bedeutendem Wert bereits eingetreten ist oder auch eine Gefahr für bloße Sachwerte ausreicht.

## Verfassungsrecht
Der Artikel 35 des Grundgesetzes für die Bundesrepublik Deutschland (Art. 35 GG) erlaubt es den Bundesländern, Polizeikräfte anderer Länder, Kräfte und Einrichtungen anderer Verwaltungen sowie die Bundespolizei und die Bundeswehr anzufordern, um einen besonders schweren Unglücksfall zu bewältigen.
Dabei wird ein besonders schwerer Unglücksfall definiert als ein Schadensereignis vom Ausmaß einer Katastrophe und von Bedeutung für die Öffentlichkeit, das durch einen Unfall, technisches oder menschliches Versagen ausgelöst oder von Dritten absichtlich herbeigeführt wurde.